# مدينة كيريتارو
سانتياغو دي كويريتارو (بالإسبانية: Santiago de Querétaro)‏، والمعروف ببساطة باسم مدينة كويريتارو (بالإسبانية: Ciudad Querétaro)‏، هي عاصمة ولاية كويريتارو وأكبر مدينة فيها، وتقع في وسط المكسيك. هو جزء من إقليم باخيو. تقع المدينة على بعد 213 كم (132 ميل) شمال غرب مدينة مكسيكو، و63 كم (39 ميل) جنوب شرق سان ميغيل دي أليندي و200 كيلومتر (120 ميل) جنوب مدينة سان لويس بوتوسي. تنقسم مدينة كويريتارو إلى سبعة أحياء: خوسيفا فيرغارا إي هيرنانديز، وفيليبي كاريو بويرتو، سينترو هيستوريكو، كايتيانو روبيو، سانتا روزا خاوريغي، فيليكس أوسوريس سوتومايور، إبيغمينو غونزاليز. تم الإعلان عن المركز التاريخي لكويريتارو كموقع للتراث العالمي من قبل اليونسكو في عام 1996.
اعترف كويريتارو في مرات عديدة بمستوى معيشتها الجيد وبكونها الأكثر أماناً بين مدن المكسيك  وأيضاً الأكثر حيوية في أمريكا اللاتينية. وهي مركز تجاري واقتصادي قوي  وذات نشاط خدمي كبير وتشهد تجديدًا اجتماعيًا واقتصاديًا مستمرًا.
شهدت كويريتارو تطوراً صناعياً واقتصادياً منذ منتصف التسعينيات. تمتلك منطقة كويريتارو الحضرية ثاني أعلى نصيب للفرد من إجمالي الناتج المحلي بين المناطق الحضرية في المكسيك التي بعد مونتيري. المدينة هي الأسرع نمواً في البلاد، وتستند في اقتصادها على مراكز تكنولوجيا المعلومات والبيانات والخدمات اللوجستية وصناعة الطائرات وصيانتها ومراكز الاتصال وصناعة السيارات والآلات وإنتاج المواد الكيميائية والمنتجات الغذائية. منطقة كيريتارو بها مزارع كروم وتستضيف منتج النبيذ الشهير من إسبانيا Freixenet. يعد إنتاج النبيذ في كويريتارو الآن ثاني أكبر إنتاج في المكسيك بعد منطقة باخا كاليفورنيا.
جعل هذا المدينة ومنطقتها العمرانية مقصد من المهاجرين من مناطق أخرى من المكسيك. Querétaro تستضيف العديد من الشركات الكبرى.

## أصل الاسم
في لغة أوتومي، يشار إليها باسم ماشي "Maxei" أو نداماشي "Ndamaxei"، وتعني لعبة الكرة ولعبة الكرة الكبرى على التوالي. في لغة بوريبيتشا يشار إليها باسم كريتارو "Créttaro"، وتعني مكان الصخور، في إشارة إلى التلال الصخرية في لا كانيادا. في مخطوطات مندوسينو تسمى المدينة تلاشكو Tlaschco أو Tlaxco، من لعبة الكرة في لغة ناواتل. ولكن يحتمل أكثر شيء أن الاسم أتى من كلمة k'eri ireta rho وتعني مكان الشعب العظيم، حيث كان يعيش فيها 15,000 نسمة خلال زمن الأزتك. تظهر كيريتارو كرمز كتابي في سجلات الأزتك وكانت تظهر كإقليم تابع. وفي عام 1655، حصلت على شعار النبالة من التاج الإسباني.
تم التصويت على كلمة كيريتارو من قبل 33,000 مشارك بأنها «أجمل كلمة في اللغة الإسبانية»، قبل اعتمادها من قبل معهد سرفانتس. في مصطلحات ما قبل عصر الاكتشاف، فإن كيريتارو تعني حرفياً «جزيرة السلمندر الأزرق». ومع ذلك، يقترح باحثون آخرون أنه يمكن أن تعني «مكان الزواحف» أو «مكان الصخور العملاقة».